# Gonystylus
Gonystylus là một chi chứa khoảng 32 loài cây gỗ trong họ Thymelaeaceae. Các loài này cung cấp gỗ cứng được biết đến như là ramin, melawis (tiếng Mã Lai) và ramin telur (Sarawak).

## Mô tả
Các loài này là bản địa Thái Lan, Malaysia, Singapore, Indonesia, Brunei, Philippines và Papua New Guinea, với sự đa dạng loài cao nhất tại Borneo. Chi này có quan hệ họ hàng gần với Arnhemia, Deltaria, Lethedon và Solmsia.
Ramin là cây gỗ từ trung bình tới lớn, đạt chiều cao tới 20–30 m (65–100 ft) với thân cây thẳng, không phân cành,  đường kính khoảng 60–100 cm (2–3 ft). Các loài cây gỗ này lớn chậm, sinh sống chủ yếu trong các khu rừng đầm lầy.

## Các loài
The Plant List công nhận 32 loài:
- Gonystylus acuminatus Airy Shaw, 1952
- Gonystylus affinis Radlk., 1886
- Gonystylus areolatus Domke ex Airy Shaw, 1952
- Gonystylus augescens Ridl., 1946
- Gonystylus bancanus (Miq.) Kurz, 1864
- Gonystylus borneensis (Tiegh.) Gilg, 1897
- Gonystylus brunnescens Airy Shaw, 1950
- Gonystylus calophylloides Airy Shaw, 1964
- Gonystylus calophyllus Gilg, 1897
- Gonystylus confusus Airy Shaw, 1947
- Gonystylus consanguineus Airy Shaw, 1964
- Gonystylus costalis Airy Shaw, 1969
- Gonystylus decipiens Airy Shaw, 1964
- Gonystylus eximius Airy Shaw, 1973
- Gonystylus forbesii Gilg, 1897
- Gonystylus glaucescens Airy Shaw, 1964
- Gonystylus keithii Airy Shaw, 1947
- Gonystylus lucidulus Airy Shaw, 1964
- Gonystylus macrocarpus C.T.White, 1950
- Gonystylus macrophyllus (Miq.) Airy Shaw,1947
- Gonystylus maingayi Hook.f., 1886
- Gonystylus micranthus Airy Shaw, 1950
- Gonystylus nervosus Airy Shaw, 1964
- Gonystylus nobilis Airy Shaw, 1969
- Gonystylus othmanii Tawan, 1999
- Gonystylus pendulus Airy Shaw, 1950
- Gonystylus punctatus A.C.Sm., 1942
- Gonystylus reticulatus (Elmer) Merr., 1917
- Gonystylus spectabilis Airy Shaw, 1969
- Gonystylus stenosepalus Airy Shaw, 1947
- Gonystylus velutinus Airy Shaw, 1950
- Gonystylus xylocarpus Airy Shaw, 1952

## Sử dụng

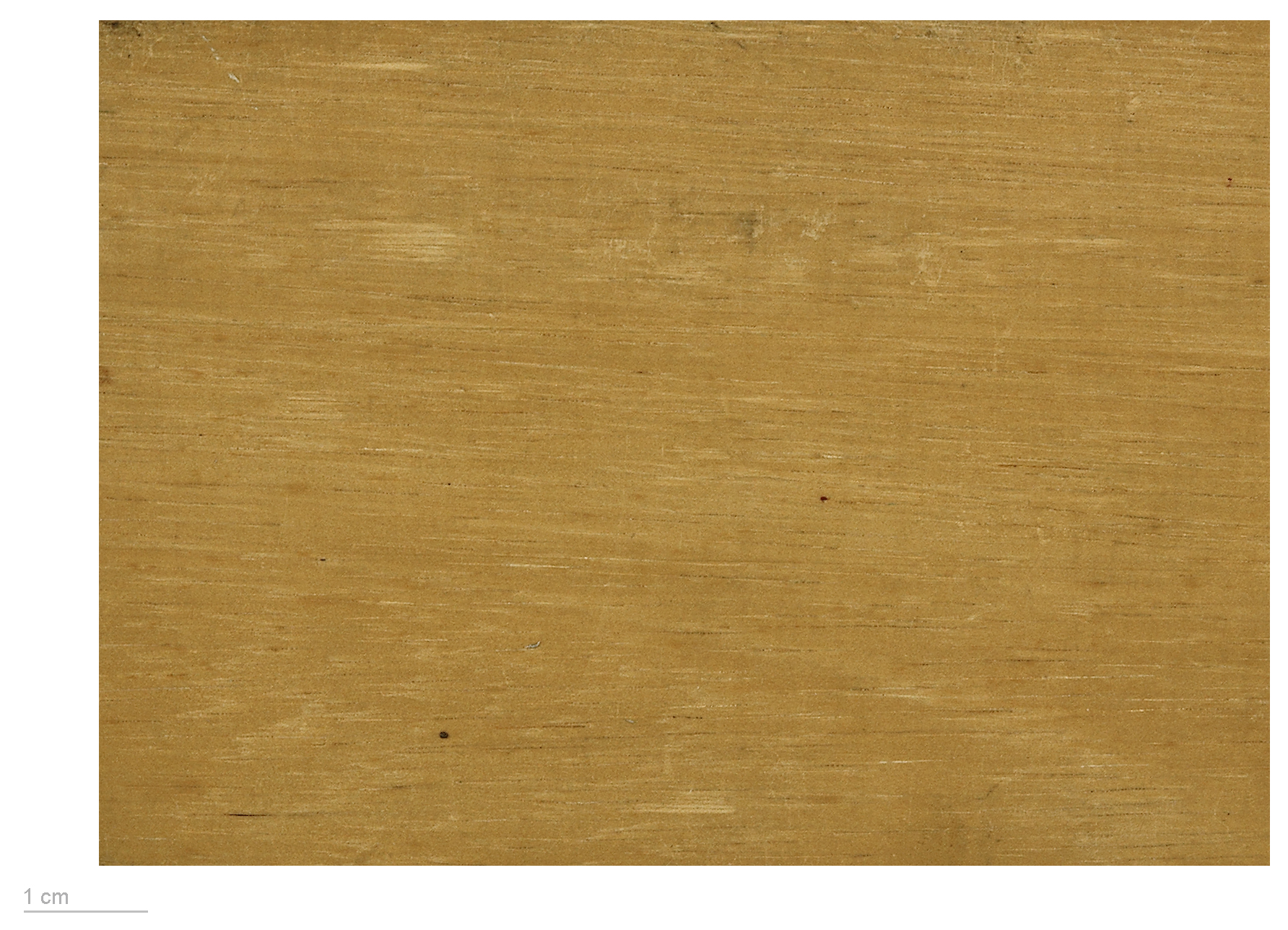
Gonystylus spp. - MHNT

Gỗ trắng, cứng hơn và nhạt màu hơn so với nhiều loại gỗ cứng khác, thường được sử dụng trong sản xuất đồ gỗ cho trẻ em, mành che cửa sổ, chốt gỗ, tay nắm, tấm chắn sáng và các đường chỉ trang trí.
Tuy nhiên, khai thác quá mức đã làm cho tất cả các loài ramin được liệt kê như là loài nguy cấp, cụ thể là tại Indonesia và Malaysia. Ước tính khoảng 90% ramin trong buôn bán gỗ quốc tế gần đây là gỗ buôn bán bất hợp pháp. Do các khu rừng ramin đang chịu tấn công nên các hệ sinh thái mong manh mà chúng hỗ trợ cũng đang gặp rủi ro. Các loài cây này cung cấp môi trường sống chính cho các loài ưu tiên khác như đười ươi và hổ Đông Dương, hổ Sumatra và hổ Mã Lai.

## Sumatra
Các khu rừng đầm lầy than bùn Sumatra là môi trường sống quan trọng đối với ramin. Các loài cây gỗ ramin Sumatra là các loài được bảo hộ của CITES. Việc đốn hạ và buôn bán gỗ ramin bị coi là bất hợp pháp tại Indonesia từ năm 2001. Trên bình diện quốc tế, buôn bán bất hợp pháp gỗ ramin Indonesia bị cấm theo Công ước Liên hợp quốc về buôn bán quốc tế các loài nguy cấp (CITES). Các bản đồ của chính quyền Indonesia chỉ ra rằng 800.000ha (28%) rừng đầm lầy than bùn Sumatra đã bị đốn hạ trong giai đoạn 2003-2009. Khoảng 22% sự dọn quang này là trong các khu vực hiện tại được phân phối cho các nhà cung cấp gỗ cho công ty sản xuất giấy và bột giấy Asia Pulp & Paper (APP).